# Katy B
Kathleen «Katie » Brien, mieux connue sous le nom de Katy B, née le 21 mai 1989 à Peckham au sud de Londres est une chanteuse, compositrice et interprète britannique. Elle a été nommée pour le prix Mercury 2011.

## Biographie
Katy B est née le 8 mai 1989 à Peckham, Londres. Son père, David O'Brien également chanteur était membre du groupe Les Humphries Singers, qui représentèrent l'Allemagne lors du concours de l'Eurovision en 1976 avec le titre "Sing Sang Song".

## Discographie

### Singles
- 2010 : Katy On a Mission
- 2010 : Lights On
- 2011 : Broken Record
- 2011 : Easy Please Me
- 2011 : Witches' B
- 2012 : Under my skin
- 2012 : Anywhere In The World avec Mark Ronson